# Годой-Крус
Годо́й-Крус (ісп. Godoy Cruz) — місто в Аргентині, розташоване в провінції Мендоса. Адміністративний центр однойменного департаменту. Населення становить 189 578 осіб (2010). Входить до складу агломерації Велика Мендоса. За населенням це третє місто Мендоси після Гваймальєну і Лас-Ерасу.

## Географія
Годой-Крус розташований в західній частині Аргентини, у підніжжя Головної Кордильєри Анд. На захід від міста височіє найвища гора Південної Америки — пік Аконкагуа (6962 м).
Ландшафт у цій частині країни являє собою посушливі пампаси, однак місто знаходиться в оазі, що утворилася в межиріччі  Мендоси і Тунуяну. Мікроклімат оази і зрошення земель у приміській зоні роблять Годой-Крус сприятливим місцем для вирощування винограду.
Годой-Крус розташований у зоні підвищеної сейсмічності. Великі землетруси стаються тут приблизно кожні 20 років.

## Історія

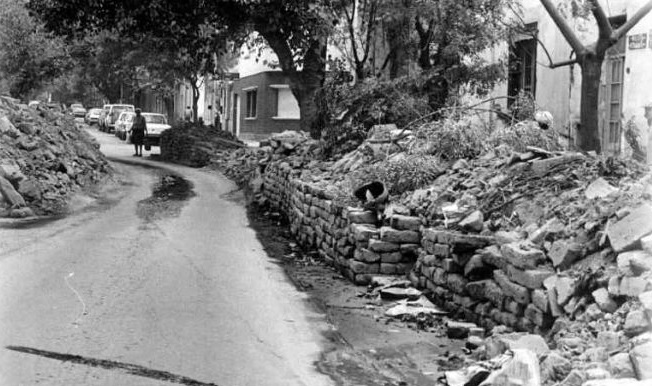
Руйнування після землетрусу у Годой-Крусі (1985)

Поселення відоме з 1872 року як Вілья-де-Сан-Вісенте (ісп. Villa de San Vicente), з 1889 року називалося Вілья-Бельграно (ісп. Villa Belgrano).
9 лютого 1909 року Годой-Крус отримав статус міста і сучасне ім'я на честь доктора Томаса Годой-Круса, губернатора провінції Мендоса.
З 1944 по 1960 роки у Годой-Крусі діяла кіностудія Film Andes S.A.
26 січня 1985 року у м. Годой-Крус стався землетрус у 6,3 бали за Ріхтером. Він спричинив значні руйнування і людські жертви. Після цього землетрусу у місті були прийняті нормативно-правові акти, які встановили жорсткі норми для будівництва, зокрема кількості поверхів.

## Економіка
Домінуюча галузь економіки — виноробна промисловість. У місті діє 6 виноробних підприємств. 2015 року у Годой-Крусі було вироблено понад 100 тис. гектолітрів вина, з яких 80% припадало на червоне. 75% вина, виготовленого у Годой-Крусі, йде на експорт.
Підприємства головним чином харчової промисловості (консервування овочів, фруктів та ін.). У районі міста ведеться промисловий видобуток нафти.

## Населення
За населенням Годой-Крус — третє місто провінції Мендоса після Гваймальєну і Лас-Ерасу.

## Клімат
Клімат Годой-Круса помірно-континентальний напівпустельний. Спостерігаються великі річні і добові коливання температур. Опади незначні. Літо тепле і дощове, зима холодна і суха, із нічними заморозками. Снігові опади нечасті, зазвичай не частіші ніж раз на рік. Годой-Крус знаходиться у місцевості, де дуже часто буває град (в середньому — 25 разів на рік), який наносить значні збитки сільському господарству.
| Клімат Годой-Круса (1961—1990)             | Клімат Годой-Круса (1961—1990) | Клімат Годой-Круса (1961—1990) | Клімат Годой-Круса (1961—1990) | Клімат Годой-Круса (1961—1990) | Клімат Годой-Круса (1961—1990) | Клімат Годой-Круса (1961—1990) | Клімат Годой-Круса (1961—1990) | Клімат Годой-Круса (1961—1990) | Клімат Годой-Круса (1961—1990) | Клімат Годой-Круса (1961—1990) | Клімат Годой-Круса (1961—1990) | Клімат Годой-Круса (1961—1990) | Клімат Годой-Круса (1961—1990) |
| Показник                                   | Січ.                           | Лют.                           | Бер.                           | Квіт.                          | Трав.                          | Черв.                          | Лип.                           | Серп.                          | Вер.                           | Жовт.                          | Лист.                          | Груд.                          | Рік                            |
| Абсолютний максимум, °C                    | 44,4                           | 40,6                           | 37,8                           | 34,0                           | 33,0                           | 30,4                           | 33,0                           | 34,4                           | 36,0                           | 40,1                           | 40,8                           | 43,5                           | 44,4                           |
| Середній максимум, °C                      | 32,2                           | 30,6                           | 27,3                           | 23,5                           | 19,4                           | 15,6                           | 15,3                           | 18,5                           | 21,2                           | 25,5                           | 29,0                           | 31,5                           | 24,1                           |
| Середня температура, °C                    | 25,1                           | 23,6                           | 20,4                           | 16,1                           | 11,6                           | 7,8                            | 7,7                            | 10,2                           | 13,4                           | 18,1                           | 21,7                           | 24,4                           | 16,7                           |
| Середній мінімум, °C                       | 18,1                           | 17,0                           | 14,4                           | 10,2                           | 5,6                            | 2,0                            | 1,7                            | 3,5                            | 6,4                            | 10,8                           | 14,3                           | 17,2                           | 10,1                           |
| Абсолютний мінімум, °C                     | 7,5                            | 4,8                            | 0,6                            | −2,3                           | −4,3                           | −7,2                           | −7,8                           | −5,9                           | −4,6                           | 0,1                            | 2,7                            | 5,3                            | −7,8                           |
| Середня кількість сонячних годин на місяць | 297,6                          | 257,6                          | 235,6                          | 219,0                          | 195,3                          | 168,0                          | 182,9                          | 229,4                          | 225,0                          | 282,1                          | 294,0                          | 285,2                          | 2871,7                         |
| Норма опадів, мм                           | 36.4                           | 34.1                           | 27.3                           | 12.7                           | 5.9                            | 4.1                            | 6.7                            | 3.3                            | 7.8                            | 11.1                           | 15.9                           | 24.4                           | 189.7                          |
| Днів з опадами                             | 5                              | 5                              | 5                              | 3                              | 2                              | 2                              | 2                              | 2                              | 3                              | 3                              | 3                              | 4                              | 39                             |
| Вологість повітря, %                       | 50                             | 55                             | 63                             | 67                             | 67                             | 66                             | 64                             | 54                             | 50                             | 47                             | 45                             | 47                             | 56                             |
| ------------------------------------------ | ------------------------------ | ------------------------------ | ------------------------------ | ------------------------------ | ------------------------------ | ------------------------------ | ------------------------------ | ------------------------------ | ------------------------------ | ------------------------------ | ------------------------------ | ------------------------------ | ------------------------------ |
| Джерело: Servicio Meteorológico Nacional   |                                |                                |                                |                                |                                |                                |                                |                                |                                |                                |                                |                                |                                |

## Спорт

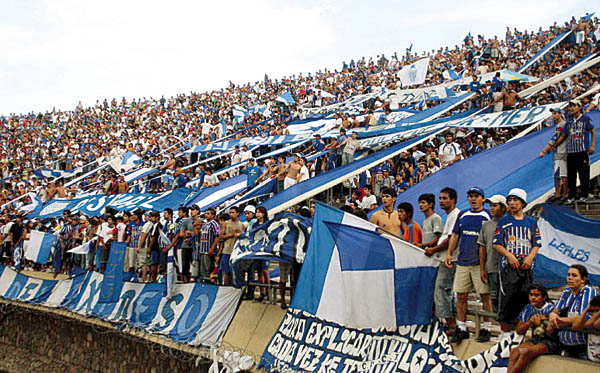
Вболівальники ФК «Годой-Крус»

У місті базується клуб першого дивізіону чемпіонату Аргентини з футболу — «Годой-Крус», заснований 1921 року. Домашнім стадіоном команди є «Фелісіано Гамбарте» на 14 тис. глядачів.
Також у місті діє спортивний клуб «Андес Тальєрес» (ісп. Andes Talleres Sport Club), заснований 1933 року. Окрім футбольної команди, він має футзальну, баскетбольну, хокейну та інші. Домашнім стадіоном команди є «Інхельмо Ніколас Бласкес» на 10 тис. глядачів.

## Туризм
У місті розташований неоготичний собор святого Вінсента Ферера, що є однією з найвизначніших пам'яток міста. Щороку його відвідують понад 300 тисяч паломників.
Виноробні господарства навколо Годой-Круса є одними з найпрестижніших в Аргентині. Основний сорт винограду, що вирощується тут — мальбек. Винарні пропонують екскурсії для туристів — так звані винні тури, під час яких можна подивитися на процес виробництва вина і продегустувати його. Аналогічні тури проводить місцева пивоварня «Cerveza Andes», заснована 1921 року.
Околиці Годой-Круса привабливі для пішохідного туризму, оскільки багаті на природоохоронні об'єкти, які займають 12 % площі провінції Мендоса.

## Транспорт

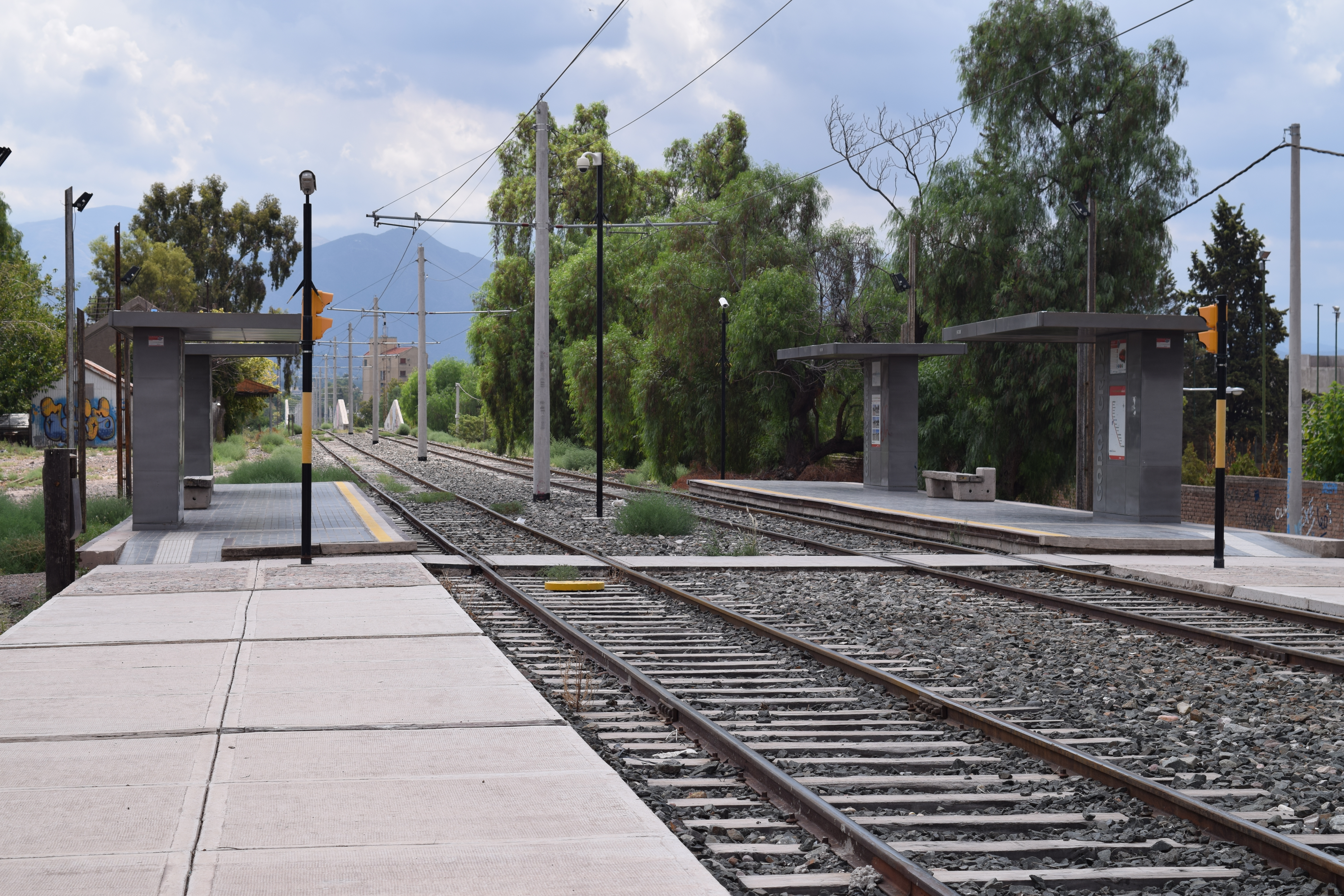
Станція метротрамвая у Годой-Крусі

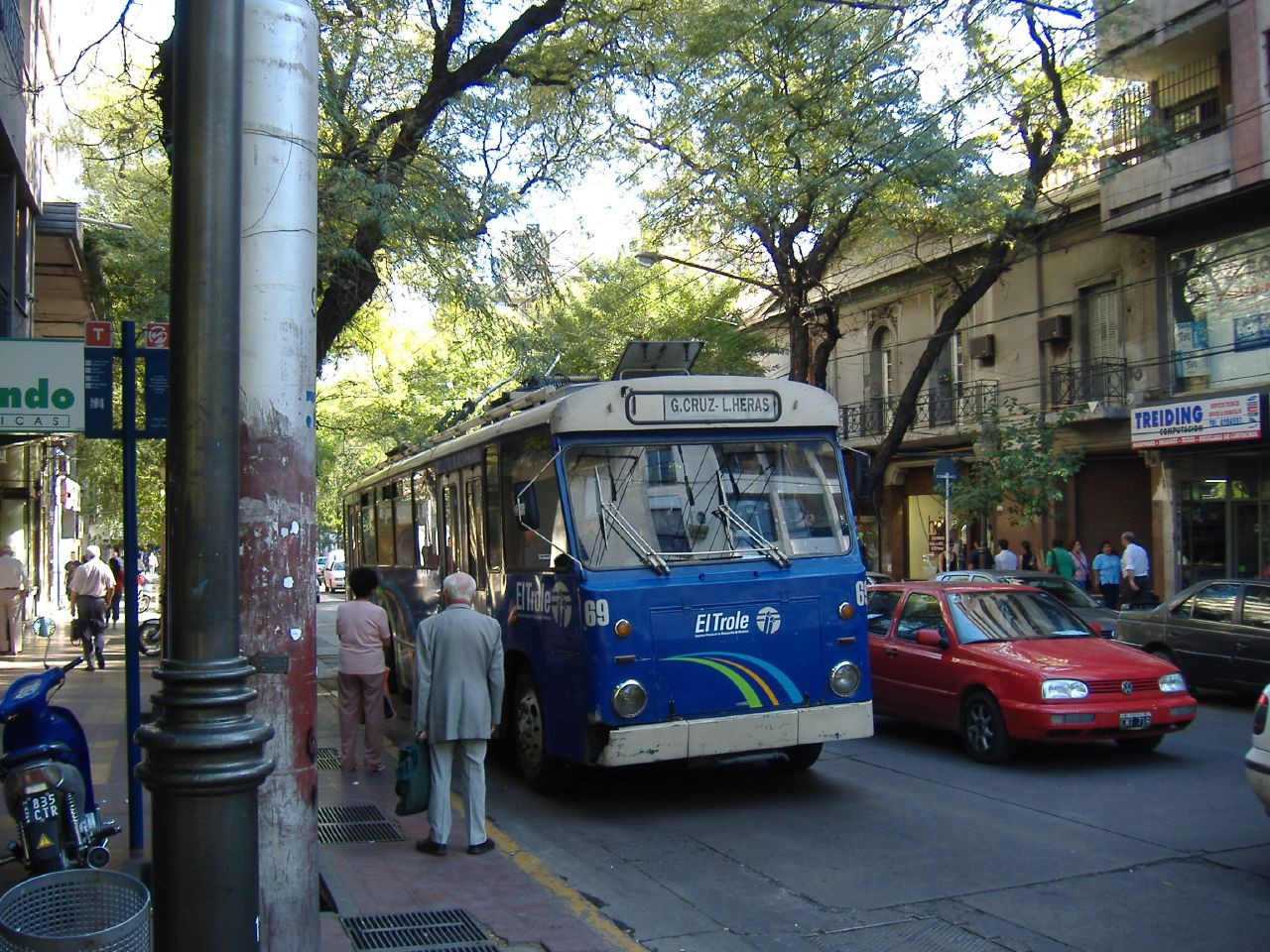
Тролейбус, що прямує з Годой-Круса до Лас-Ераса

Годой-Крус входить до міської агломерації Мендоси і фактично злився з нею. З Мендоси до Годой-Круса можна дістатися міським громадським транспортом, зокрема:
- метротрамваєм, який було відкрито 2012 року і який ходить по коліям, які раніше належали до залізниці ім. Сан-Мартіна[en]
- тролейбусом № 5, який поєднує Годой-Крус з Мендосою і Лас-Ерасом[en]

З 2014 року у Великій Мендосі діє система спільного використання велосипедів, яка має дві станції у Годой-Крусі.
Через Годой-Крус проходить найбільший автошлях Аргентини — національна автотраса №40.
Найближчі великі міста: Сан-Луїс — на схід, на шляху в Буенос-Айрес, Мендоса, Сан-Хуан — на північ, і Сантьяго, столиця Чилі — на захід.

## Галерея

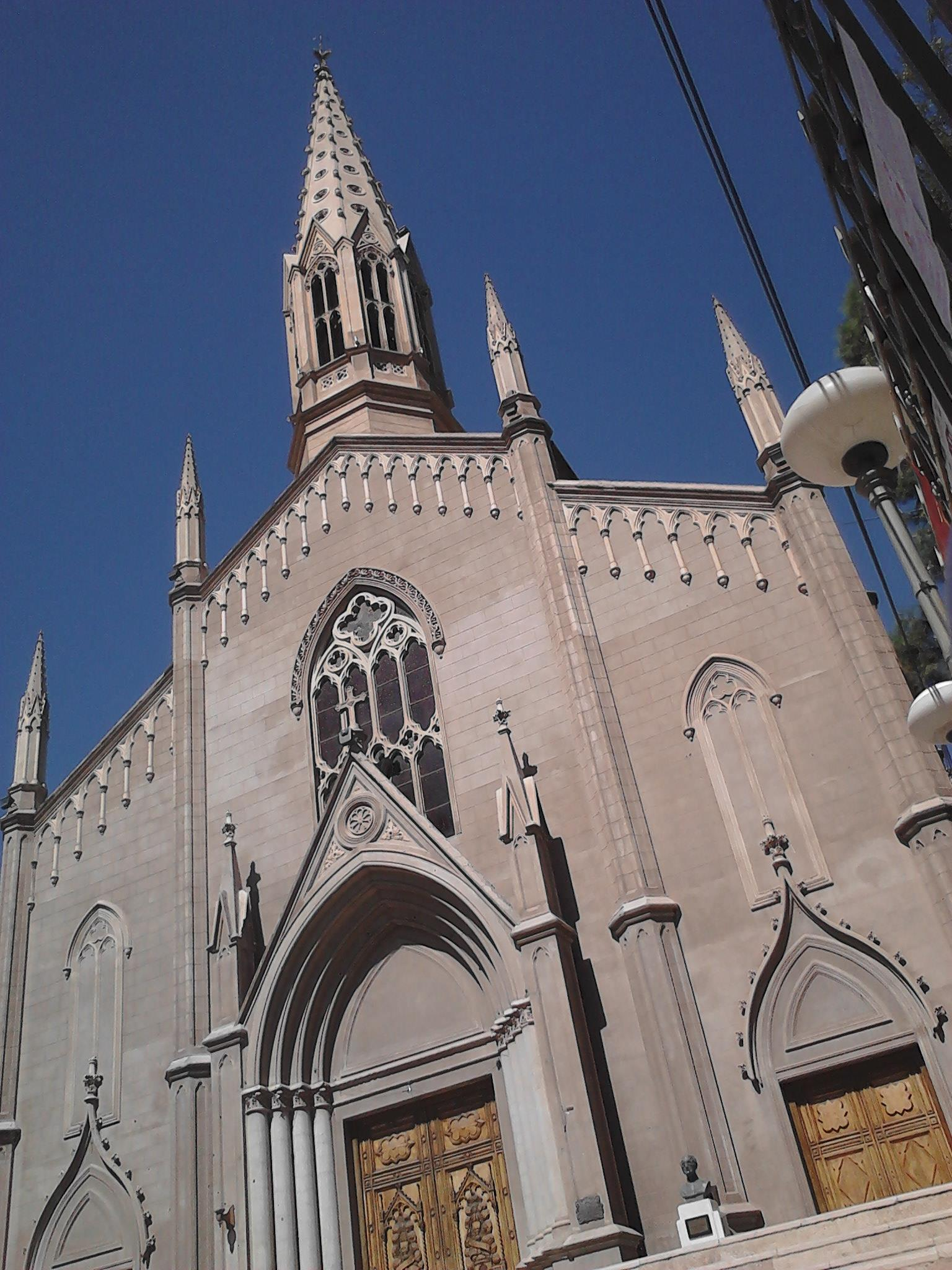
Собор св. Вінсента Ферера
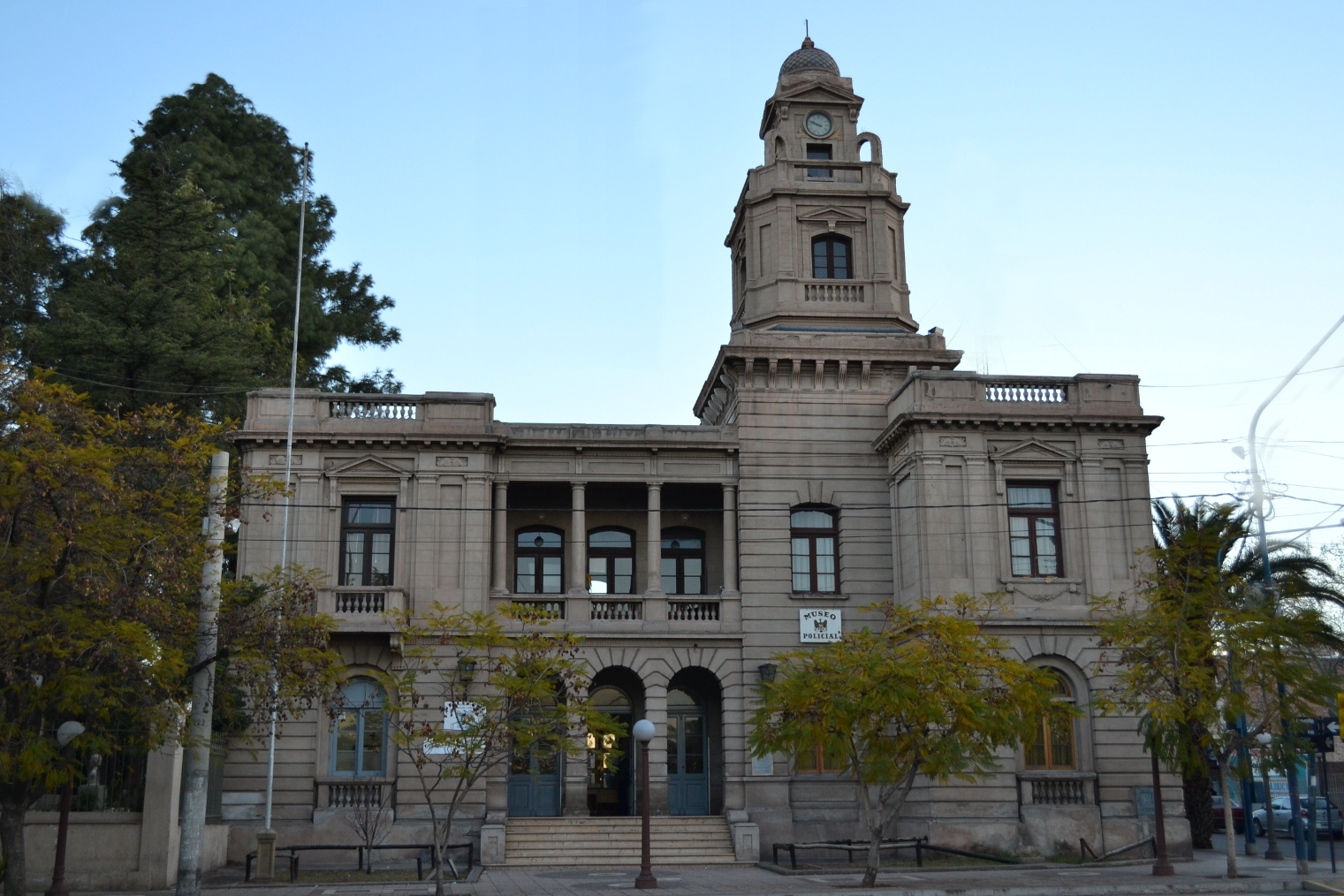
Будівля поліції
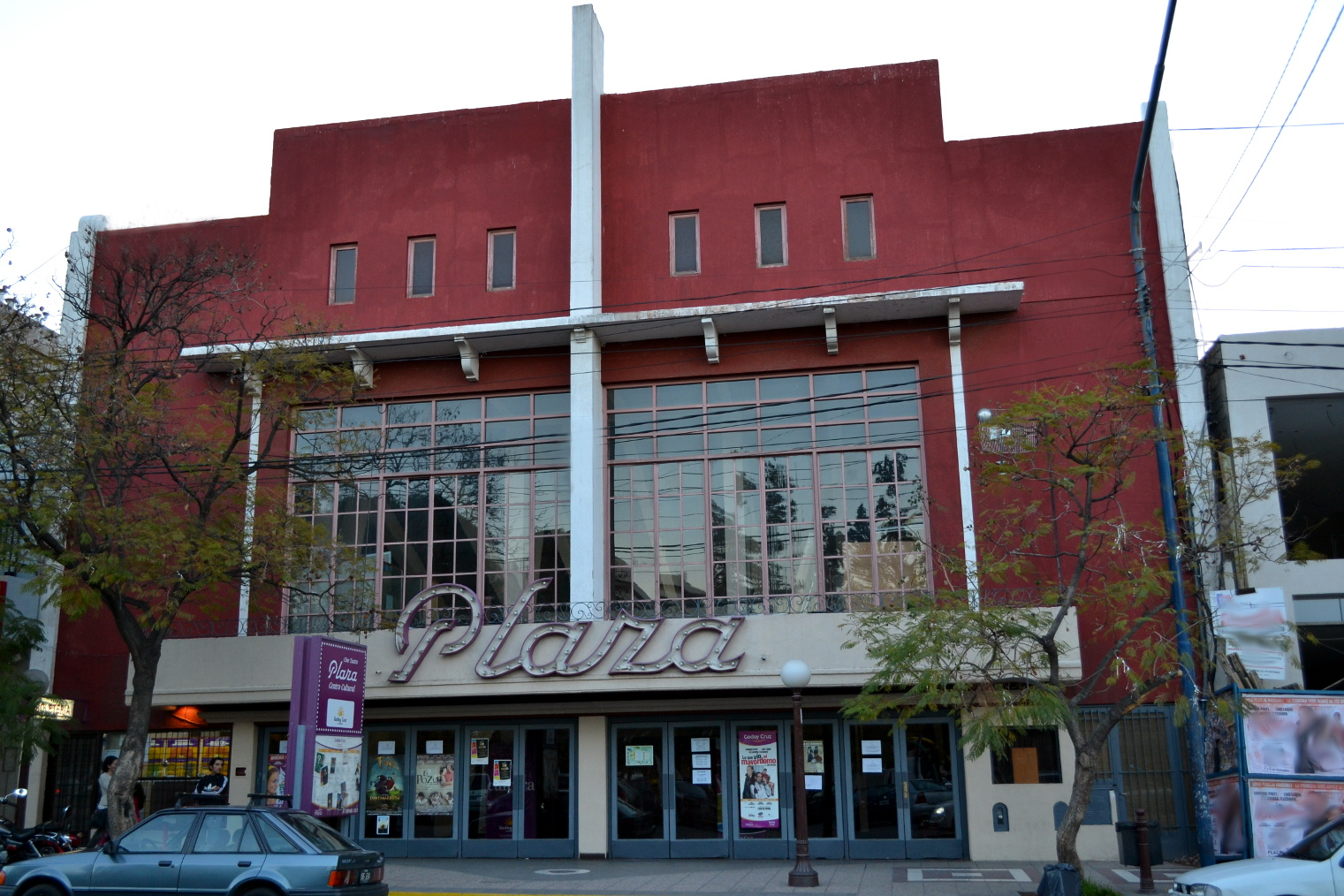
Кінотеатр «Плаза»
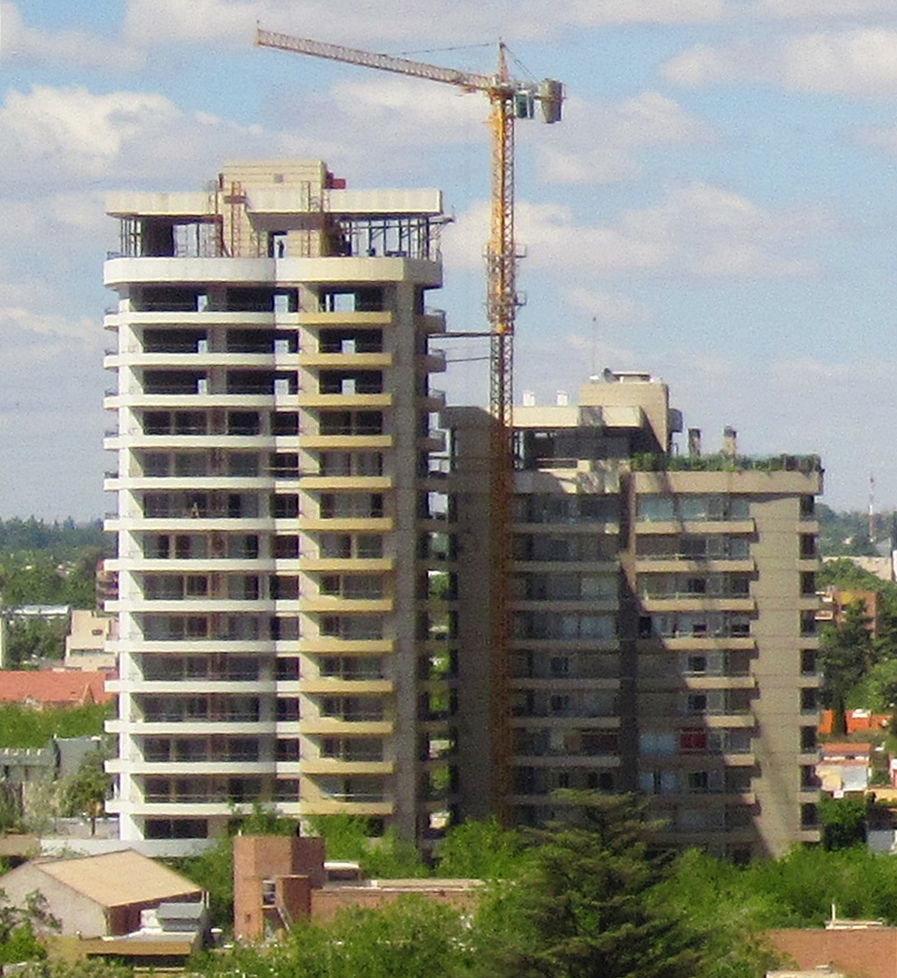
Будівництво житлового комплексу «Torres Agustinas» - найвищої споруди міста
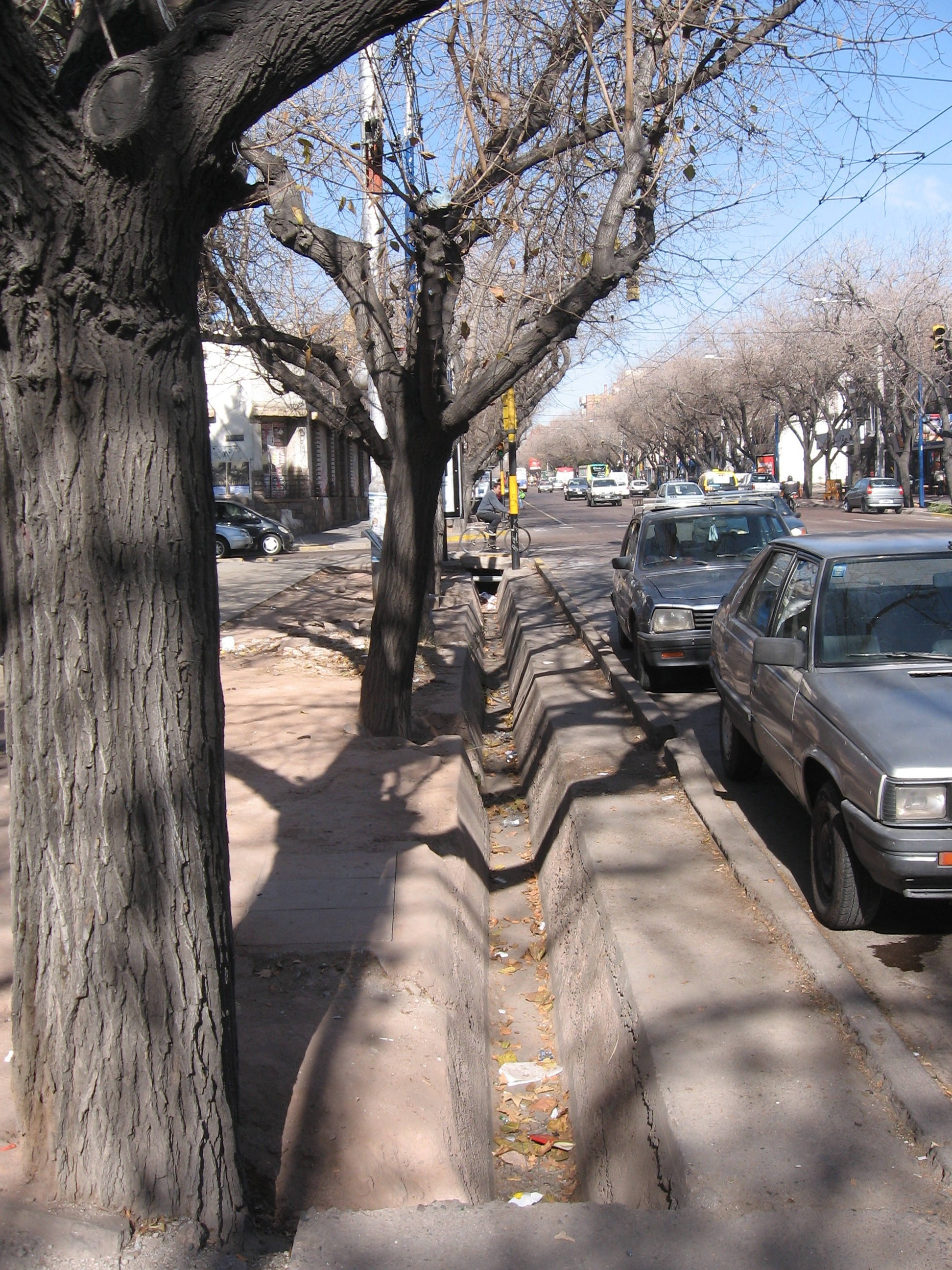
Канал в місті